# Lijst van leden van het Europees Parlement (1984-1989)
Onderstaand volgt een Lijst van leden van het Europees Parlement in de tweede zittingsperiode van het parlement (1984-1989) na de verkiezingen van 1984.
De zittingsperiode ging in op 24 juli 1984 en eindigde op 24 juli 1989.
Voorzitters in deze periode waren Pierre Pflimlin (1984-1987) en Charles Henry Plumb (1987-1989).

## België
België was in het parlement vertegenwoordigd door 24 parlementsleden. Dit waren er 13 voor de Nederlandse en 11 voor de Franse taalgroep.
- CVP (Europese Volkspartij)

1. Raphaël Chanterie
2. Lambert Croux
3. Rika De Backer
4. Pol Marck

- SP (Partij van de Europese Sociaaldemocraten)

1. Marijke Van Hemeldonck
2. Karel Van Miert (wordt in 1985 vervangen door Alfons Boesmans)
3. Willy Vernimmen
4. Jef Ulburghs

- PVV (Partij van Europese Liberalen en Democraten)

1. Karel De Gucht
2. August De Winter

- Volksunie (Regenboogfractie)

1. Willy Kuijpers
2. Jaak Vandemeulebroucke

- Agalev (Regenboogfractie)

1. Paul Lannoye

- PS (Partij van de Europese Sociaaldemocraten)

1. Raymonde Dury
2. Ernest Glinne
3. José Happart
4. Anne-Marie Lizin (wordt in 1988 vervangen door Claude Desama)
5. Marcel Remacle

- PSC (Europese Volkspartij)

1. Gérard Deprez
2. Fernand Herman

- PRL (Partij van Europese Liberalen en Democraten)

1. Luc Beyer
2. Daniel Ducarme
3. Michel Toussaint

- Ecolo (Regenboogfractie)

1. François Roelants du Vivier

## Bondsrepubliek Duitsland
De Bondsrepubliek Duitsland (West-Duitsland) was in het parlement vertegenwoordigd door 81 parlementsleden.
- CDU (Europese Volkspartij)

1. Jochen van Aerssen
2. Siegbert Alber
3. Otto Bardong
4. Philipp von Bismarck
5. Erik Blumenfeld
6. Ursula Braun-Moser
7. Elmar Brok
8. Manfred Ebel
9. Otmar Franz
10. Isidor Früh
11. Wilhelm Hahn (wordt in 1987 vervangen door Diemut Theato)
12. Karl-Heinz Hoffmann
13. Egon Klepsch
14. Horst Langes
15. Gerd Lemmer
16. Marlene Lenz
17. Rudolf Luster
18. Kurt Malangré
19. Meinolf Mertens
20. Werner Münch
21. Gabriele Peus
22. Gero Pfennig (wordt in 1985 vervangen door Wolfgang Hackel)
23. Hans Poetschki
24. Hans-Gert Pöttering
25. Renate-Charlotte Rabbethge
26. Günter Rinsche
27. Bernhard Sälzer
28. Konrad Schön
29. Leopold Späth
30. Kurt Wawrzik
31. Rudolf Wedekind
32. Karl von Wogau
33. Hans-Jürgen Zahorka
34. Axel Zarges

- SPD (Partij van de Europese Sociaaldemocraten)

1. Rudi Arndt
2. Jürgen Brinckmeier (wordt in 1984 vervangen door Rüdiger Hitzigrath)
3. Ludwig Fellermaier
4. Katharina Focke
5. Bruno Friedrich (wordt in 1987 vervangen door Lore Neugebauer)
6. Fritz Gautier (wordt in 1987 vervangen door Werner Amberg)
7. Klaus Hänsch
8. Magdalene Hoff
9. Jan Klinkenborg (wordt in 1988 vervangen door Hans-Joachim Beckmann)
10. Rolf Linkohr
11. Karl-Heinrich Mihr
12. Hans Peters
13. Dieter Rogalla
14. Mechtild Rothe
15. Willi Rothley
16. Jannis Sakellariou
17. Heinke Salisch
18. Dieter Schinzel
19. Gerhard Schmid
20. Heinz Schreiber
21. Horst Seefeld
22. Hans-Joachim Seeler
23. Lieselotte Seibel-Emmerling
24. Barbara Simmons
25. Günter Topmann
26. Heinz Vetter
27. Kurt Vittinghoff
28. Thomas von der Vring
29. Manfred Wagner
30. Gerd Walter
31. Beate Weber
32. Klaus Wettig
33. Heidemarie Wieczorek-Zeul (wordt in 1987 vervangen door Barbara Schmidbauer)

- CSU (Europese Volkspartij)

1. Heinrich Aigner (wordt in 1988 vervangen door Günther Müller)
2. Reinhold Bocklet
3. Ingo Friedrich
4. Otto von Habsburg
5. Fritz Pirkl
6. Ursula Schleicher
7. Franz-Ludwig Schenk von Stauffenberg

- Bündnis 90/Die Grünen (Regenboogfractie)

1. Undine-Uta Bloch von Blottnitz
2. Friedrich-Wilhelm Graefe zu Baringdorf (wordt in 1987 vervangen door Jakob von Uexküll)
3. Benedikt Härlin
4. Brigitte Heinrich (wordt in 1987 vervangen door Egbert Nitsch)
5. Michael Klöckner
6. Dorothee Piermont (wordt in 1987 vervangen door Wolfgang von Nostitz)
7. Frank Schwalba-Hoth (wordt in 1987 vervangen door Wilfried Telkämper)

## Denemarken
Denemarken was in het parlement vertegenwoordigd door 16 parlementsleden.
- Volksbeweging tegen de EU (Regenboogfractie)

1. Jens-Peter Bonde
2. Jørgen Bøgh (wordt in 1987 vervangen door Birgit Bjørnvig)
3. Ib Christensen
4. Else Hammerich

- SF (Communisten en geestverwanten)

1. Bodil Boserup

- Socialdemokraterne (Partij van de Europese Sociaaldemocraten)

1. Ejner Hovgård Christiansen
2. Ove Fich
3. Eva Gredal

- CD (Europese Volkspartij)

1. Erhard Jakobsen

- KF (Europese Democraten)

1. Marie Jepsen
2. Poul Møller (wordt in 1986 vervangen door Larson Poulsen)
3. Jeanette Oppenheim
4. Claus Toksvig (wordt in 1988 vervangen door Frode Kristoffersen)

- Venstre (Partij van Europese Liberalen en Democraten)

1. Jørgen Nielsen
2. Tove Nielsen

- Siumut (Partij van de Europese Sociaaldemocraten)

1. Finn Lynge (wordt in 1985 vervangen door John Iversen, die tot de Communisten en geestverwanten behoort)

## Frankrijk
Frankrijk was in het parlement vertegenwoordigd door 81 parlementsleden.
- UDF/RPR

1. Jean-Pierre Abelin (Europese Volkspartij)
2. Magdeleine Anglade (Verenigde Europese democraten)
3. Dominique Baudis (wordt in 1988 vervangen door Stéphane Dermaux, die tot de Partij van Europese Liberalen en Democraten behoort) (Europese Volkspartij)
4. Denis Baudouin (Verenigde Europese democraten)
5. Pierre Bernard-Reymond (wordt in 1986 vervangen door Raymond Tourrain, die tot de Verenigde Europese democraten behoort) (Europese Volkspartij)
6. Alain Carignon (wordt in 1986 vervangen door Roger Gauthier) (Verenigde Europese democraten)
7. Roger Chinaud (wordt in 1989 vervangen door Jacqueline Grand, die tot de Verenigde Europese democraten behoort) (Partij van Europese Liberalen en Democraten)
8. Nicole Chouraqui (wordt in 1987 vervangen door Gérard Benhamou, die tot de Partij van Europese Liberalen en Democraten behoort) (Verenigde Europese democraten)
9. Alfred Coste-Floret (Verenigde Europese democraten)
10. Michel Debatisse (Europese Volkspartij)
11. Jean-François Deniau (wordt in 1986 vervangen door Paulin Bruné, die tot de Verenigde Europese democraten behoort. Bruné wordt in 1986 vervangen door Jean-Pierre Cassabel, die in 1987 wordt vervangen door Christiane Papon. Zowel Cassabel als Papon behoren tot de Verenigde Europese democraten) (Partij van Europese Liberalen en Democraten)
12. Georges Donnez (Partij van Europese Liberalen en Democraten)
13. Anne-Marie Dupuy (wordt in 1988 vervangen door Monique Badénes, die tot de Europese Volkspartij behoort) (Verenigde Europese democraten)
14. André Fanton (Verenigde Europese democraten)
15. Gaston Flosse (wordt in 1986 vervangen door Pierre Lataillade) (Verenigde Europese democraten)
16. Nicole Fontaine (Europese Volkspartij)
17. Yves Galland (wordt in 1986 vervangen door André Fourçans) (Partij van Europese Liberalen en Democraten)
18. Guy Guermeur (Verenigde Europese democraten)
19. Robert Hersant (Europese Volkspartij)
20. Alain Juppé (wordt in 1986 vervangen door Jean-Marie Vanlerenberghe, die tot de Europese Volkspartij behoort) (Verenigde Europese democraten)
21. Jean Lecanuet (wordt in 1988 vervangen door Jean-Paul Hugot, die tot de Verenigde Europese democraten behoort) (Europese Volkspartij)
22. Gérard Longuet (wordt in 1986 vervangen door Roland Blum) (Partij van Europese Liberalen en Democraten)
23. Philippe Malaud (Verenigde Europese democraten)
24. Christian de la Malène (Verenigde Europese democraten)
25. Jacques Mallet (Europese Volkspartij)
26. Jean-François Mancel (wordt in 1986 vervangen door Charles Baur, die tot de Partij van Europese Liberalen en Democraten behoort) (Verenigde Europese democraten)
27. Simone Martin (Partij van Europese Liberalen en Democraten)
28. Jean Mouchel (Verenigde Europese democraten)
29. François Musso (Verenigde Europese democraten)
30. Jean-Thomas Nordmann (Partij van Europese Liberalen en Democraten)
31. Jean-Claude Pasty (Verenigde Europese democraten)
32. Pierre Pflimlin (Europese Volkspartij)
33. Michel Poniatowski (Partij van Europese Liberalen en Democraten)
34. Bernard Pons (wordt in 1985 vervangen door Alain Marleix) (Verenigde Europese democraten)
35. André Rossi (wordt in 1986 vervangen door Robert Delorozoy) (Partij van Europese Liberalen en Democraten)
36. Jean-Pierre Roux (wordt in 1986 vervangen door Roger Partrat, die tot de Europese Volkspartij behoort. Partrat wordt in 1988 vervangen door Georges de Brémond d'Ars, die tot de Partij van Europese Liberalen en Democraten behoort) (Verenigde Europese democraten)
37. Christiane Scrivener (wordt in 1989 vervangen door Robert Batailly) (Partij van Europese Liberalen en Democraten)
38. Jacqueline Thome-Patenôtre (Verenigde Europese democraten)
39. Simone Veil (Partij van Europese Liberalen en Democraten)
40. Jacques Vernier (Verenigde Europese democraten)
41. Claude Wolff (Partij van Europese Liberalen en Democraten)

- PS (Partij van de Europese Sociaaldemocraten)

1. Jean-Paul Bachy (wordt in 1988 vervangen door Martine Buron)
2. Jean Besse
3. Alain Bombard
4. Gisèle Charzat
5. Jean-Pierre Cot
6. Louis Eyraud
7. Roger Fajardie (wordt in 1987 vervangen door Jean-Marie Alexandre)
8. Léon Fatous
9. Yvette Fuillet
10. Max Gallo
11. Colette Gadioux
12. Lionel Jospin (wordt in 1988 vervangen door Jean Crusol)
13. Marie-Noëlle Lienemann (wordt in 1988 vervangen door Louis Chopier)
14. Charles-Emile Loo
15. Didier Motchane (wordt in 1989 vervangen door Charles Wendeling)
16. Nicole Péry
17. Henri Saby
18. Georges Sutra de Germa
19. Bernard Thareau
20. Marie-Claude Vayssade

- PCF (Communisten en geestverwanten)

1. Robert Chambeiron
2. Maxime Gremetz (wordt in 1986 vervangen door Louis Baillot)
3. Jacqueline Hoffmann (wordt in 1986 vervangen door Sylvie Mayer)
4. Emmanuel Maffre-Baugé
5. Danielle de March-Ronco
6. Georges Marchais
7. René Piquet
8. Pierre Pranchère
9. Paul Vergès
10. Francis Wurtz

- FN (Europees Rechts)

1. Bernard Antony
2. Michel de Camaret (wordt in 1987 vervangen door Roger Palmiéri)
3. Dominique Chaboche (wordt in 1986 vervangen door Roland Goguillot)
4. Michel Collinot
5. Olivier D'Ormesson
6. Jean-Marie Le Chevallier
7. Martine Lehideux
8. Jean-Marie Le Pen
9. Gustave Pordea
10. Jean-Pierre Stirbois (wordt in 1986 vervangen door Gilbert Devèze)

## Griekenland
Griekenland was in het parlement vertegenwoordigd door 24 parlementsleden.
- KKE (Communisten en geestverwanten)

1. Dimitrios Adamou (wordt in 1987 vervangen door Dimitrios Dessylas)
2. Alekos Alavanos
3. Vassilis Ephremidis
4. Leonidas Kyrkos (wordt in 1987 vervangen door Konstantinos Filinis)

- Nea Dimokratia (Europese Volkspartij)

1. Georgios Anastassopoulos
2. Evangelos Averoff (wordt in 1984 vervangen door Konstantinos Stavrou)
3. Ioannis Boutos
4. Efthymios Christodoulou
5. Dimitrios Evrigenis (wordt in 1986 vervangen door Georgios Saridakis)
6. Kyriakos Gerontopoulos
7. Marietta Giannakou
8. Panayotis Lambrias
9. Ioannis Tzounis

- PASOK (Partij van de Europese Sociaaldemocraten)

1. Paraskevas Avgerinos
2. Nikolaos Gazis
3. Manolis Glezos (wordt in 1985 vervangen door Spiridon Kolokotronis)
4. Georgios Mavros
5. Konstantina Pantazi
6. Christos Papoutsis
7. Spyridon Plaskovitis
8. Georgios Romeos
9. Grigoris Varfis (wordt in 1985 vervangen door Leonidas Lagakos)
10. Nikolaos Vgenopoulos (wordt in 1985 vervangen door Nikolaos Papakyriazis)

- EPEN (Europees Rechts)

1. Chrysanthos Dimitriadis (wordt in 1988 vervangen door Aristides Dimipoulos, die in 1989 vervangen wordt door Spyridon Zoumatsis)

## Ierland
Ierland was in het parlement vertegenwoordigd door 15 parlementsleden.
- Fianna Fáil (Verenigde Europese democraten)

1. Niall Andrews
2. Sylvester Barrett
3. Gene Fitzgerald
4. Jim Fitzsimons
5. Seán Flanagan
6. Patrick Lalor
7. Eileen Lemass
8. Ray MacSharry

- Fine Gael (Europese Volkspartij)

1. Mary Banotti
2. Mark Clinton
3. Joe McCartin
4. Tom O'Donell
5. Tom Raftery
6. Richie Ryan (wordt in 1986 vervangen door Chris O'Malley)

- Onafhankelijk (Partij van Europese Liberalen en Democraten)

1. Thomas Joseph Maher

## Italië
Italië was in het parlement vertegenwoordigd door 81 parlementsleden.
- PCI (Communisten en geestverwanten)

1. Carla Barbarella
2. Roberto Barzanti
3. Aldo Bonaccini
4. Angelo Carossino
5. Luciana Castellina
6. Giovanni Cervetti
7. Maria Lisa Cinciari Rodano
8. Pancrazio De Pasquale
9. Guido Fanti
10. Carlo Alberto Galluzzi
11. Natalino Gatti
12. Felice Ippolito
13. Francesca Marinaro
14. Alberto Moravia
15. Alessandro Natta
16. Diego Novelli (wordt in 1988 vervangen door Bruno Ferrero)
17. Giancarlo Pajetta
18. Giovanni Papapietro
19. Andrea Raggio
20. Alfredo Reichlin (wordt in 1985 vervangen door Tommaso Rossi)
21. Giorgio Rossetti
22. Sergio Camillo Serge
23. Altiero Spinelli (wordt in 1986 vervangen door Carlo Alberto Graziani)
24. Vera Squarcialupi
25. Renzo Trivelli
26. Osvalda Trupia
27. Maurizio Valenzi

- DC (Europese Volkspartij)

1. Dario Antoniozzi
2. Giovanni Bersani
3. Franco Borgo
4. Carlo Casini
5. Maria Luisa Cassanmagnago Cerretti
6. Mauro Chiabrando
7. Vittorino Chiusino
8. Michelangelo Ciancaglini (wordt in 1988 vervangen door Giovanni Travaglini)
9. Roberto Costanzo
10. Ciriaco De Mita (wordt in 1988 vervangen door Antonio Del Duca)
11. Sergio Ercini
12. Roberto Formigoni
13. Gerardo Gaibisso
14. Giovanni Giavazzi
15. Vincenzo Giummarra
16. Antonio Iodice
17. Giosuè Ligios
18. Salvatore Lima
19. Alberto Michelini
20. Alfeo Mizzau
21. Eolo Parodi
22. Ferruccio Pisoni
23. Nino Pisoni
24. Mario Pomilio
25. Gustavo Selva
26. Giovanni Starita

- PSI (Partij van de Europese Sociaaldemocraten)

1. Gianni Baget Bozzo
2. Mario Dido
3. Anselmo Guarraci
4. Claudio Martelli
5. Vincenzo Mattina
6. Jiri Pelikan
7. Mario Rigo
8. Carlo Tognoli (wordt in 1987 vervangen door Margherita Boniver)
9. Mario Zagari

- PLI/PRI (Partij van Europese Liberalen en Democraten)

1. Vincenzo Bettiza
2. Mario Di Bartolomei
3. Jas Gawronski
4. Sergio Pininfarina (wordt in 1988 vervangen door Giuseppe Schiavinato)
5. Rosario Romeo (wordt in 1987 vervangen door Francesco Compasso)

- MSI (Europees Rechts)

1. Giorgio Almirante (wordt in 1988 vervangen door Giulio Maceratini, die in 1988 vervangen wordt door Marco Cellai)
2. Antonino Buttafuoco
3. Francesco Petronio
4. Pino Romualdi (wordt in 1988 vervangen door Silvio Vitale)
5. Antonino Tripodi (wordt in 1988 vervangen door Antonio Nicola Cantalamessa)

- PSDI (Partij van de Europese Sociaaldemocraten)

1. Giuseppe Armadei
2. Renato Massari (wordt in 1987 vervangen door Ettore Giovanni Andenna)
3. Giovanni Moroni

- PR (Niet-ingeschrevenen)

1. Emma Bonino (wordt in 1984 vervangen door Roberto Cicciomessere)
2. Marco Pannella
3. Enzo Tortora (wordt in 1986 vervangen door Emma Bonino, die in 1988 vervangen wordt door Giovanni Negri)

- SVP (Europese Volkspartij)

1. Joachim Dalsass

- DP (Regenboogfractie)

1. Emilio Molinari (wordt in 1985 vervangen door Alberto Tridente)

- PSdAz (Regenboogfractie)

1. Michele Columbu

## Luxemburg
Luxemburg was in het parlement vertegenwoordigd door 6 parlementsleden.
- LSAP (Partij van de Europese Sociaaldemocraten)

1. Victor Abens
2. Lydie Schmit (wordt in 1988 vervangen door Joseph Wohlfart)

- CSV (Europese Volkspartij)

1. Nicolas Estgen
2. Marcelle Lentz-Cornette
3. Ernest Mühlen

- DP (Partij van Europese Liberalen en Democraten)

1. Colette Flesch (wordt in 1985 vervangen door Lydie Polfer)

## Nederland
Nederland was in het parlement vertegenwoordigd door 25 parlementsleden.
- PvdA (Partij van de Europese Sociaaldemocraten)

1. Hedy d'Ancona
2. Bob Cohen
3. Piet Dankert
4. Ien van den Heuvel-de Blank
5. Alman Metten
6. Hemmo Muntingh
7. Phili Viehoff
8. Ben Visser
9. Eisso Woltjer

- CDA (Europese Volkspartij)

1. Bouke Beumer
2. Elise Boot
3. Pam Cornelissen
4. Hanja Maij-Weggen
5. Jean Penders
6. Yvonne van Rooy
7. Teun Tolman
8. Wim Vergeer

- VVD (Partij van Europese Liberalen en Democraten)

1. Jessica Larive
2. Hendrik Jan Louwes
3. Hans Nord
4. Gijs de Vries
5. Florus Wijsenbeek

- GPA (Regenboogfractie)

1. Bram van der Lek
2. Herman Verbeek

- SGP/RPF/GPV (Niet-ingeschrevenen)

1. Leen van der Waal

## Portugal (1987)
Vanaf het toetreden tot de Europese Unie in 1987 was Portugal in het parlement vertegenwoordigd door 24 parlementsleden.
- PCP (Communisten en geestverwanten)

1. Carlos Aboim Inglez
2. José Barros Moura
3. Joaquim Miranda

- PSD (Partij van Europese Liberalen en Democraten)

1. Rui Amaral
2. Fernando Condesso
3. António Figueiredo Lopes (wordt in 1988 vervangen door António Lacerda de Queiróz)
4. Vasco Garcia
5. António Marques Mendes
6. Manuel Pereira
7. Virgílio Pereira
8. Carlos Pimenta
9. Pedro Pinto
10. Pedro Santana Lopes

- CDS/PP (Europese Volkspartij)

1. José Vicente Carvalho Cardoso
2. José Augusto Gama
3. Francisco Lucas Pires
4. Manuel dos Santos Machado

- PS (Partij van de Europese Sociaaldemocraten)

1. Jorge Campinos (wordt in 1988 vervangen door Maria Belo)
2. António Coimbra Martins
3. Maria de Lourdes Pintasilgo
4. Luís Madeira
5. Luís Marinho
6. Fernando Santos Gomes

- PRD (Partij van de Europese Sociaaldemocraten)

1. José Medeiros Ferreira

## Spanje (1987)
Vanaf het toetreden tot de Europese Unie in 1987 was Spanje in het parlement vertegenwoordigd door 60 parlementsleden.
- PSOE (Partij van de Europese Sociaaldemocraten)

1. José Álvarez de Paz
2. Víctor Manuel Arbeloa Muru
3. Enrique Barón Crespo
4. Carlos María Bru Purón
5. José Miguel Bueno Vicente
6. Esteban Caamaño Bernal
7. Jesús Cabezón Alonso
8. José Cabrera Bazan
9. Eusebio Cano Pinto
10. Juan Luis Colino Salamanca
11. Joan Colom i Naval
12. Bárbara Dührkop Dührkop
13. Ludivina García Arias
14. José Luis Garcia Raya
15. Julián Grimaldos
16. Manuel Medina Ortega
17. Ana Miranda de Lage
18. Fernando Morán López
19. Francisco Oliva Garcia
20. Luis Planas Pachedes
21. Josep Pons Grau
22. Juan de Dios Ramírez Heredia
23. Xavier Rubert de Ventós
24. Francisco Javier Sanz Fernández
25. Enrique Sapena Granell
26. Mateo Sierra Bardají
27. José Vázquez Fouz
28. Josep Verde i Aldea

- AP (Europese Democraten)

1. José María Alvarez de Eulate Peñaranda
2. Pedro Argüelles Salaverria
3. Miguel Arias Cañete
4. Pío Cabanillas Gallas
5. Ramón Diaz del Rio Jaudenes
6. Arturo Juan Escuder Croft
7. Manuel Fraga Iribarne
8. Manuel García Amigo
9. Salvador Garriga Polledo
10. José María Lafuente López
11. Carmen Llorca Vilaplana
12. Antonio Navarro
13. Luis Guillermo Perinat Elio
14. Carlos Robles Piquer
15. Domènec Romera i Alcàzar
16. Fernando Suárez González
17. José Valverde López

- CDS (Niet-ingeschrevenen)

1. Rafael Calvo Ortega
2. José Emilio Cervera Cardona
3. José Coderch Planas
4. Carmen Díez de Rivera Icaza
5. Federico Mayor Zaragoza (wordt in 1988 vervangen door José Antonio Escudero)
6. Raúl Morodo Leoncio
7. Eduard Punset i Casals

- HB (Niet-ingeschrevenen)

1. Txema Montero Zabala

- IU (Communisten en geestverwanten)

1. Antoni Gutiérrez Diaz
2. Fernando Pérez Royo
3. Alonso José Puerta

- CiU

1. Concepció Ferrer (Europese Volkspartij)
2. Carles-Alfred Gasòliba i Böhm (Partij van Europese Liberalen en Democraten)
3. Joaquim Muns Albuixech (Partij van Europese Liberalen en Democraten)

- EA (Regenboogfractie)

1. Carlos Garaikoetxea

## Verenigd Koninkrijk
Het Verenigd Koninkrijk was in het parlement vertegenwoordigd door 81 parlementsleden.
- Labour (Partij van de Europese Sociaaldemocraten)

1. Gordon Adam
2. Richard Balfe
3. Janey Buchan
4. Barbara Castle
5. Kenneth Collins
6. Christine Crawley
7. Bob Cryer
8. Michael Elliott
9. Alex Falconer
10. Glyn Ford
11. Win Griffiths
12. Michael Hindley
13. Geoff Hoon
14. Les Huckfield
15. Stephen Hughes
16. Alfred Lomas
17. David Martin
18. Michael McGowan
19. Hugh McMahon
20. Tom Megahy
21. David Morris
22. Stanley Newens
23. Edward Newman
24. Terry Pitt (wordt in 1987 vervangen door John Bird)
25. Joyce Quin
26. Barry Seal
27. Llewellyn Smith
28. George Stevenson
29. Kenneth Stewart
30. John Tomlinson
31. Carole Tongue
32. Norman West

- Conservative Party (Europese Democraten)

1. Robert Battersby
2. Christopher Beazley
3. Peter Beazley
4. Nicolas Bethell
5. Beata Brookes
6. Bryan Cassidy
7. Fred Catherwood
8. Richard Cottrell
9. David Curry
10. Margaret Daly
11. John de Courcy Ling
12. Basil de Ferranti (wordt in 1988 vervangen door Edward Kellett-Bowman)
13. Diana Elles
14. James Elles
15. Sheila Faith
16. Paul Howell
17. Alasdair Hutton
18. Caroline Jackson
19. Christopher Jackson
20. Michael Kilby
21. John Leslie Marshall
22. Edward McMillan-Scott
23. James Moorhouse
24. Bill Newton Dunn
25. Tom Normanton
26. Ben Patterson
27. Andrew Pearce
28. Charles Henry Plumb
29. Derek Prag
30. Peter Price
31. Christopher Prout
32. James Provan
33. Shelagh Roberts
34. James Scott-Hopkins
35. Madron Seligman
36. Alexander Sherlock
37. Richard Simmonds
38. Anthony Simpson
39. Jack Stewart-Clark
40. Charles Strachey
41. Frederick Tuckman
42. Amédée Turner
43. Peter Vanneck
44. Charles Wellesley
45. Michael Welsh

- SNP (Verenigde Europese democraten)

1. Winifred Ewing

- SDLP (Partij van de Europese Sociaaldemocraten)

1. John Hume

- DUP (niet-ingeschrevenen)

1. Ian Paisley

- UUP (Europese Democraten)

1. John David Taylor

1 (1979-1984) · 
2 (1984-1989) · 
3 (1989-1994) · 
4 (1994-1999) · 
5 (1999-2004) · 
6 (2004-2009) · 
7 (2009-2014) · 
8 (2014-2019) · 
9 (2019-2024) · 10 (2024-2029)